# 金正日勋章
金正日勋章（朝鲜语：／）为朝鲜民主主义人民共和国的勋章之一，与金日成勋章同为朝鲜的最高荣誉勋章。
金正日勋章在2012年2月3日设立，以纪念前朝鲜最高领导人金正日的七十冥誕。此奖项可授予对主体革命事业有卓越贡献的个人（政府官员或工人）、军事团体、商业组织或社会组织。截止2012年2月14日，获得此勋章的共有132人。

## 获奖者
- 132 人 (2012年2月14日)[2]
- 崔永林 (2012年2月14日)[2]
- 张成泽 (2012年2月14日，2013年被褫夺)[2]
- 朱奎昌 (2012年2月14日)[3]
- 金玉 (2012年2月14日)[4]
- 金敬姬 (2012年2月14日)[2]
- 金永南 (2012年2月14日)[2]
- 李洙墉 (2012年2月14日)[5]
- 李英浩 (2012年2月14日)[2]
- Kim Yong-chol (2012年2月14日)[2]
- 玄永哲 (2012年2月)[6]
- 万寿台创作社 (2012年5月2日)[7]
- Mangyongdae Revolutionary School (2012年10月)[8]
- Kang Pan-sok Revolutionary School (2012年10月)[8]
- 金日成军事综合大学 (2012年10月22日)[9]
- 徐萬述[10]
- 朝鲜宇宙空间技术委员会 (KCST) (2013年1月4日)[11]
- Kim Rak-hui[12]
- Rakwon Machine Complex，平安北道 (2013年2月6日)[13]
- March 5 Youth Mine，慈江道 (2013年2月6日)[13]
- Kanggye Unha Garment Factory, 黄海北道沙里院市 (2013年2月6日)[13]
- Migok Co-op Farm, 黄海北道沙里院市 (2013年2月6日)[13]
- Paek Kye-ryong (2013年2月6日)[13]
- O Su-yong(2013年2月6日)[13]
- Kim Chang-myong (2013年2月6日)[13]
- Ro Kyong (2013年2月6日)[13]
- Choe Tae-il (2013年2月6日)[13]
- Pak Cho-yong (2013年2月6日)[13]
- Ryom Chi-gwon (2013年2月6日)[13]
- Kang Kil-yong (2013年2月6日)[13]
- Mi Chang-guk (2013年2月6日)[13]
- Yun Ho-nam (2013年2月6日)[13]
- U Tok-su (2013年2月6日)[13]
- Ryom U-un (2013年2月6日)[13]
- Kim Jong-gwan (2013年12月)[14]
- Ri Ung-won (2014年1月30日)[15]
- Kim Song (2014年1月30日)[15]
- Unit 267 of the Korean People's Army (2013年12月)[16]
- Sangwon Cement Complex (2013年12月)[16]
- Five unnamed persons in connection with the launch of Kwangmyongsong 3-2 (2014年1月30日)[15]
- 17 unnamed persons in connection with the 2013 North Korean nuclear test (2014年2月21日)[17]
- So Jae-guk (2013年12月)[18]
- 金国泰[19]
- Jong Pong-jun (2013年12月20日)[20]
- Archives of Photographs Related with Revolutionary History (2014年2月5日)[21]
- Kim Yun-ha (2014年3月)[22]
- Hwang Sun-hui (2012年4月)[23]
- 全炳浩[24]
- Kim Tuk-sam (2015年1月21日)[25]
- Pak Kyong-gyu (2015年1月21日)[25]
- Unnamed light aircraft developers (2015年4月)[26]